# Serge Bernier
Serge Joseph Bernier (* 29. April 1947 in Padoue, Québec) ist ein ehemaliger kanadischer Eishockeyspieler (Rechtsaußen), der von 1968 bis 1981 für die Philadelphia Flyers, die Los Angeles Kings und die Québec Nordiques in der National Hockey League und für die Quebec Nordiques in der World Hockey Association spielte.

## Karriere
Als Junior spielte er in der QJHL bei den Éperviers de Sorel und wurde beim NHL Amateur Draft 1967 in der ersten Runde als Fünfter von den Philadelphia Flyers ausgewählt. In den ersten Jahren kam er nur zu sporadischen Einsätzen in der NHL. Meist spielte er für die Quebec Aces in der American Hockey League, wo er zu den besten Scorern zählte. 
In der Saison 1970/71 schaffte er den Durchbruch in der NHL. Hinter Bobby Clarke war er zweitbester Scorer der Flyers. Ein Jahr später wurde er während der Saison an die Los Angeles Kings abgegeben. Auch für die Kings war er zweitbester Scorer in der Saison 1972/73.
Es folgte ein Wechsel in die WHA zu den Quebec Nordiques. Hier zählte er zu den Topscorern, war regelmäßiger Teilnehmer an den All-Star Spielen und vertrat die WHA auch bei der Summit Series 1974. Als er mit den Nordiques 1977 die Avco World Trophy gewann, war er bester Scorer in den Playoffs. Ab 1979 spielte Quebec in der NHL. Zwei Spielzeiten blieb Bernier noch beim Team, auch wenn ihn schon Verletzungen plagten. 1981 beendete er seine aktive Karriere.

## Sportliche Erfolge
- Avco World Trophy: 1977

### Persönliche Auszeichnungen
- WHA Second All-Star Team: 1975
- WHA Playoff MVP: 1977
- WHA All-Star Game: 1974, 1975, 1976, 1977, 1978 und 1979